# Aire urbaine de Chauny
L'aire urbaine de Chauny est une aire urbaine française centrée sur l'unité urbaine de Chauny, dans l'Aisne.
Ses limites ont été redéfinies en 2010. Elle comprend alors 10 communes. En 2022, ses 19 416 habitants, faisant d'elle la 250e des aires urbaines françaises.
En 2020, l'Insee définit un nouveau zonage d'étude : les aires d'attraction des villes. L'aire d'attraction de Chauny remplace désormais son aire urbaine, avec un périmètre différent.

## Zonage de 2010

### Caractéristiques de 2010
D'après la définition qu'en donne l'Institut national de la statistique et des études économiques (INSEE), l'aire urbaine de Chauny constitue une « moyenne aire », c'est-à-dire « un ensemble de communes, d'un seul tenant et sans enclave, constitué par un pôle (unité urbaine) de 5 000 à 10 000 emplois, et par des communes rurales ou unités urbaines dont au moins 40 % de la population résidente ayant un emploi travaille dans le pôle ou dans des communes attirées par celui-ci ».
D'après la nouvelle délimitation de l'INSEE en 2010, l'aire urbaine de Chauny est composée en 2010 de 10 communes, toutes situées dans le département de l'Aisne.
Elle inclut l'unité urbaine de Chauny, pôle urbain de l'aire urbaine avec 5 communes, et les communes de Béthancourt-en-Vaux, de Bichancourt, de Commenchon, de Neuflieux et de Villequier-Aumont. Par rapport au zonage de 1999, elle perd trois communes, Abbécourt, Caumont et Pierremande, devenant des communes multipolarisées.
En 2022, elle comptait 19 416 habitants pour 83,46 km2, soit une densité d'environ 240 hab./km2.

### Les 10 communes de l'aire
Les 10 communes de l'aire urbaine de Chauny et leur population municipale en 2022 :
| Code Insee | Nom                 | Type             | Superficie (km2) | Population (hab.) | Densité (hab./km2) |
| ---------- | ------------------- | ---------------- | ---------------- | ----------------- | ------------------ |
| 02041      | Autreville          | Pôle urbain      | 3,55             | 791               | 222,8              |
| 02081      | Béthancourt-en-Vaux | Couronne urbaine | 4,30             | 425               | 98,8               |
| 02086      | Bichancourt         | Couronne urbaine | 7,73             | 989               | 127,9              |
| 02173      | Chauny              | Pôle urbain      | 13,28            | 11 456            | 862,7              |
| 02207      | Commenchon          | Couronne urbaine | 3,33             | 219               | 65,8               |
| 02542      | Neuflieux           | Couronne urbaine | 1,90             | 78                | 41,1               |
| 02566      | Ognes               | Pôle urbain      | 6,14             | 1 113             | 181,3              |
| 02719      | Sinceny             | Pôle urbain      | 13,13            | 1 988             | 151,4              |
| 02807      | Villequier-Aumont   | Couronne urbaine | 12,34            | 675               | 54,7               |
| 02820      | Viry-Noureuil       | Pôle urbain      | 17,76            | 1 682             | 94,7               |

## Évolution démographique
| 1968   | 1975   | 1982   | 1990   | 1999   | 2010   | 2015   |
| ------ | ------ | ------ | ------ | ------ | ------ | ------ |
| 20 885 | 21 600 | 21 272 | 20 872 | 20 562 | 20 338 | 20 045 |

## Zonage de 1999

### Caractéristiques de 1999
D'après la définition qu'en donne l'INSEE en 1999, l'aire urbaine de Chauny est composée de 13 communes, situées dans l'Aisne. Ses 21 743 habitants font d'elle la 248e aire urbaine de France.
6 communes de l'aire urbaine sont des pôles urbains.
Le tableau suivant détaille la répartition de l'aire urbaine sur le département (les pourcentages s'entendent en proportion du département) :
| Département | Communes | Communes (%) | Superficie (km²) | Superficie (%) | Population (1999) | Population (%) |
| ----------- | -------- | ------------ | ---------------- | -------------- | ----------------- | -------------- |
| Aisne       | 13       | 1,6          | 102,70           | 1,4            | 21 743            | 4,1            |

### Les 13 communes de l'aire
Les 13 communes de l'aire urbaine de Chauny et leur population en 1999:
| Code INSEE | Commune             | Type                  | Département | Superficie (km²) | Population (1999) | Densité (hab./km²) |
| ---------- | ------------------- | --------------------- | ----------- | ---------------- | ----------------- | ------------------ |
| 02001      | Abbécourt           | Commune monopolarisée | Aisne       | +0005,96         | +00 000447,       | +00075,            |
| 02041      | Autreville          | Pôle urbain           | Aisne       | +0003,55         | +00 000760,       | +00214,08          |
| 02081      | Béthancourt-en-Vaux | Commune monopolarisée | Aisne       | +0004,3          | +00 000368,       | +00085,58          |
| 02086      | Bichancourt         | Pôle urbain           | Aisne       | +0007,73         | +00 000941,       | +00121,73          |
| 02145      | Caumont             | Commune monopolarisée | Aisne       | +0005,71         | +00 000474,       | +00083,01          |
| 02173      | Chauny              | Pôle urbain           | Aisne       | +0013,28         | +00012 523,       | +00943,            |
| 02207      | Commenchon          | Commune monopolarisée | Aisne       | +0003,33         | +00 000155,       | +00046,55          |
| 02542      | Neuflieux           | Commune monopolarisée | Aisne       | +0001,9          | +000 00092,       | +00048,42          |
| 02566      | Ognes               | Pôle urbain           | Aisne       | +0006,14         | +0 0001 120,      | +00182,41          |
| 02599      | Pierremande         | Commune monopolarisée | Aisne       | +0007,57         | +00 000260,       | +00034,35          |
| 02719      | Sinceny             | Pôle urbain           | Aisne       | +0013,13         | +0 0002 158,      | +00164,36          |
| 02807      | Villequier-Aumont   | Commune monopolarisée | Aisne       | +0012,34         | +00 000602,       | +00048,78          |
| 02820      | Viry-Noureuil       | Pôle urbain           | Aisne       | +0017,76         | +0 0001 843,      | +00103,77          |
|            | Total               |                       |             | +0102,7          | +00021 743,       | +00211,71          |